# Pierre Puiseux

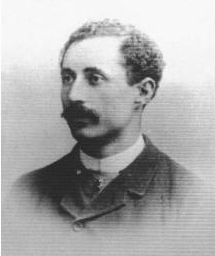
Pierre Puiseux

Pierre Henri Puiseux (* 20. Juli 1855 in Paris; † 28. September 1928) war ein französischer, teilweise auch als Geologe tätiger Astronom. Bekannt wurde er vor allem durch den ersten fotografischen Mondatlas.
Der Sohn des Mathematikers Victor Puiseux besuchte die École normale supérieure, bevor er 1885 als Astronom am Pariser Observatorium seine Arbeit aufnahm. 
Er befasste sich zunächst mit der Aberration des Lichtes, mit der Himmelsmechanik (insbesondere den Bahnbewegungen von Asteroiden) und der Topografie des Mondes. In Zusammenarbeit mit dem späteren Sternwartedirektor Maurice Loewy und anderen Observatorien arbeitete er auch an der (nie völlig fertiggestellten) fotografischen Himmelsdurchmusterung Carte du Ciel. Bleibenden Ruhm erwarb er sich durch den Pariser Mondatlas (1896) und den Atlas photographique de la Lune von 1910, die über 50 Jahre lang die Standardwerke der Selenografie und Mondkartierung waren. Für sie nahmen er und Loewy mehr als 6.000 Fotografien des Mondes auf.
1896 erhielt Puiseux den Lalande-Preis der Pariser Akademie der Wissenschaften (Académie des sciences) und 1900 den Jules-Janssen-Preis. 1912 wurde er Akademiemitglied in der Sektion Astronomie. 1917 wurde er assoziiertes Mitglied der Royal Astronomical Society.
Wie sein Vater liebte er das Bergsteigen. Neben vielen anderen Gipfeln hat er den Mont Blanc im Alleingang bestiegen. Bei diesen Gelegenheiten studierte er die Geologie der Berge und nutzte dieses Wissen für seine Theorien zur Formung der Mondoberfläche. Vergleiche mit terrestrischen Landformen und geologischen Strukturen veröffentlichte er 1908 in seinem Werk „La terre et la lune: forme extérieure et structure interne“.
Nach dem Forscher ist der Mondkrater Puiseux benannt. Er liegt am Rand des Mare Humorum, genau gegenüber dem Loewy-Krater.